# Withius vachoni
Espèce
Synonymes
- Allowithius vachoni Beier, 1944

Withius vachoni est une espèce de pseudoscorpions de la famille des Withiidae.

## Distribution
Cette espèce se rencontre au Malawi et au Congo-Kinshasa.

## Description
Withius vachoni mesure de 1,8 à 2 mm.

## Étymologie
Cette espèce est nommée en l'honneur de Max Vachon.

## Publication originale
- Beier, 1944 : Über Pseudoscorpioniden aus Ostafrika. Eos, Madrid, vol. 20, p. 173-212 (texte intégral).